# Asociación Española de Geografía
La Asociación Española de Geografía (AGE) es una asociación profesional de geógrafos y geógrafas, sin ánimo de lucro, que desempeña su actividad en los campos docente, investigador y de libre ejercicio de la profesión. Fue fundada el 30 de mayo de 1977. Su objetivo es desarrollar la investigación en geografía, y difundir el conocimiento geográfico en la sociedad. La AGE desempeña, junto a la Real Sociedad Geográfica, la presidencia del Comité Español de la Unión Geográfica Internacional.

## Historia y organización
La idea de crear la AGE se produjo en el Coloquio de Geografía celebrado en Oviedo en 1975. Se constituyó formalmente el 30 de mayo de 1977, siendo su primer presidente Jesús García Fernández, catedrático de Geografía de la Universidad de Valladolid. En la década de 1980 su actividad se dirigió a la consolidación de congresos y foros de investigación sobre geografía, así como a la difusión de resultados de investigación. Se creó entonces la revista científica Boletín de la Asociación de Geógrafos Españoles (BAGE). Se crearon diferentes grupos temáticos de trabajo, y se establecieron lazos de colaboración internacional con la Sociedad Geográfica Rusa y la Sociedad Geográfica Nacional de Kazakhstán, la Associação Portuguesa de Geógrafos o el Comité National Français de Géographie.
En la década de 1990 la AGE centra sus esfuerzos en las nuevas licenciaturas en geografía, y en su posterior modernización y adecuación a la Declaración de Bolonia. También se trabaja en el fortalecimiento de la enseñanza de la Geografía en enseñanzas medias y en otras titulaciones universitarias. En la actualidad, la AGE tiene más de 1000 socios, y se encuentra presente en todas las provincias del estado español. Desarrolla una cercana colaboración con el Colegio de Geógrafos, así como con otras asociaciones y sociedades dedicadas a los estudios geográficos en diferentes ámbitos autonómicos. 
LA AGE se organiza a través de una junta directiva, que desempeña las tareas de dirección y ejecutivas, y una asamblea general, que se celebra anualmente. La junta se elige por la asamblea general por cuatro años, renovándose parcialmente cada dos años. Para la distribución temática del trabajo de los socios, la AGE tiene actualmente en funcionamiento quince grupos de trabajo, que cubren diferentes campos especializados como Tecnologías de la Información Geográfica, Geografía de la Población, Geografía del Turismo, Ocio y Recreación, Geografía Urbana, Climatología, Desarrollo Local o Paisaje, entre otros.

## Congresos de la AGE
La AGE organiza cada dos años los Congresos de Geografía, que se celebran en los departamentos universitarios de geografía de las diferentes universidades españolas. En los años alternos sin congreso, se llevan a cabo reuniones científicas de los diferentes grupos de trabajo y otras actividades relacionadas. En ocasiones estas iniciativas se desarrollan en colaboración con otras asociaciones internacionales, como la Associação Portuguesa de Geógrafos o el Comité National Français de Géographie, con quienes se organizan periódicamente los Coloquios Ibéricos de Geografía y las Jornadas Hispano-francesas de Geografía, respectivamente.

## Publicaciones científicas
La AGE publica tres revistas científicas:
- Boletín de la Asociación de Geógrafos Españoles, BAGE (ISSN papel: 0212-9426; ISSN digital: 2605-3322), es una revista de acceso abierto y publica artículos en español e inglés en línea, con publicación continua y cierre trimestral. Su principal objetivo es la difusión de las investigaciones realizadas por la comunidad geográfica nacional e internacional, tanto académica como profesional, así como por otras disciplinas de las ciencias sociales, ambientales y experimentales interesadas en los procesos territoriales que tienen lugar a diferentes escalas. El BAGE está incluido en el Journal Citation Reports (Social Science Edition) y es también evaluada por SCImago Journal & Country Rank, FECYT, LATINDEX, DICE, RESH, Google Metrics, MIAR, ERIH PLUS y CARHUS PLUS. Además, el BAGE está indexada en las principales bases de datos científicoas, entre las destacan Social Science Citation Index de la Web of Science, Scopus, DOAJ, GeoRef, ISOC, Dialnet, CrossRef...
- Didáctica Geográfica (ISSN: 0210-492X; ISSN electrónico 2174-6451) está editada por el Grupo de Didáctica de la Geografía de la AGE con periodicidad anual. Es una revista de referencia en temas relacionados con la investigación y la innovación educativa relacionada con la geografía y su didáctica. Está indexada en Dialnet y DOAJ y es evaluada en Latindex, DICE, MIAR y ERIH PLUS.
- GeoFocus Revista Internacional de Ciencia y Tecnología de la Información Geográfica (ISSN: 1578-5157) es la revista editada por el Grupo de Tecnologías de la Información Geográfica de la AGE con carácter semestral. Es una publicación científico-técnica internacional especializada en la Ciencia y la Tecnología de la Información Geográfica y sus diversas aplicaciones. Se encuentra indexada en el Emerging Sources Citation Index (ESCI), GeoRef, FECYT, ISOC, Dialnet, DOAJ y es evaluada en Latindex y MIAR.